# Prosthechea spondiada
Prosthechea spondiada är en orkidéart som först beskrevs av Heinrich Gustav Reichenbach, och fick sitt nu gällande namn av Wesley Ervin Higgins. Prosthechea spondiada ingår i släktet Prosthechea och familjen orkidéer. Inga underarter finns listade i Catalogue of Life.